# Тимянек (Великопольське воєводство)
Тимянек (пол. Tymianek) — село в Польщі, у гміні Козьмінек Каліського повіту Великопольського воєводства.
У 1975-1998 роках село належало до Каліського воєводства.